# 赵善性
赵善性（1902年9月—1984年5月），男，广东新会人，中国体育界人士，前排球运动员、教练、裁判，体育专业三级教授。

## 生平
赵从小喜爱体育运动，在广州培正中学读书时，是学校排球、篮球、足球的代表队成员。1923年念高中时，就被选为广东省体育代表团成员参加全国运动会和第六届远东运动会的排球比赛，其所在的中华排球队于该届远东运动会获得亚军。中学毕业后应广州市基督教青年会的邀请任体育干事，开始涉足社会体育活动。1925年参加第七届远东运动会，与刘权达、曹庭赞等一起参加排球比赛，获得亚军。
1926年，赵被国立中山大学聘为体育指导员，并组织篮球、排球队，亲自执掌训练，使中大的各项体育运动十分活跃，特别是中大的排球、篮球队成为广州一支劲旅。当时，中山大学许多运动员代表省、市和国家参加全国运动会及远东运动会。1927年赵再参加第八届远东运动会，获得冠军。
1927年应广东省体育协进会的邀请，担任训练部工作，在1927年至1937年均担任组织和裁判工作。赵是第一批国家级排球和游泳裁判，广东省体育代表团参加全国第四届至第七届运动会时，赵均任领队或指导工作；1930年和1934年，赵善性作为教练参加第九届和第十届远东运动会，两度带领排球队获得冠军。抗日战争期间，赵随中大北迁坪石。1950年后，赵继续负责中大的体育工作，并经常参加社会体育活动，特别在排球方面不遗余力地带动年青一代，使广东排球水平不断提高，一度居全国领先地位。国家排球队初筹组时，赵推荐了广东的马杏修为首任教练。
1952年院系调整后，赵被分配至华南工学院（现华南理工大学），担任体育教研室主任。此后还担任广州市政协委员和常务理事，广州市体委委员、市排球和水上协会主席和常务等。
赵于1972年退休。1984年在广州病逝，终年81岁。

## 荣誉
- 参赛
  - 第6、7届远东运动会排球亚军
- 教练
  - 第8、9、10届远东运动会排球冠军

## 体育教育研究著作
- 郑志林,赵善性.我国体育史研究八十年[J].体育文史,1989(6):24-30.
- 赵善性,郑志林.谈谈“中国体操学校”[J].成都体育学院学报,1982
- 郑志林,赵善性.中华体育考察团赴欧考察评述[J].体育文化导刊,1992(4)五邑志6-38.
- 郑志林,赵善性.民族的心声  健身的乐章——浙江近代体育歌曲赞[J].浙江体育科学,1992(3):55-57.
- 郑志林,赵善性. 立志挽文弱:从几首诗看我国近代体育教育家徐一冰先生的爱国豪情[J]. 武汉体育学院学报, 1982(1):81－83.
- 郑志林,赵善性. 我国近代体育教育家——徐一冰[J]. 杭州大学学报(哲学社会科学版), 1981年第04期
- 郑志林,赵善性.关于中国体操学校的订正与补充[J].体育文化导刊,1983(1):53-54